# Oldékony guanilát-cikláz
Az oldékony guanilát-cikláz (sGC) az egyetlen ismert nitrogén-monoxid-receptor. Oldékony, vagyis teljesen sejten belüli. Legfontosabb feladata a vasodilatatio. Emberben a GUCY1A2, GUCY1A3, GUCY1B2 és GUCY1B3 gének kódolják.
EC-száma 4.6.1.2.

## Szerkezete
Az sGC egy α (1, 2) és egy hemkötő β (1, 2) alegységből áll. Mindegyikük 4 doménből áll: egy N-terminális HNOX, egy PAS-szerű, egy tekert és egy C-terminális katalitikus doménből. Az emlősenzim egy hemet tartalmaz dimerenként, proximális His ligandummal a β1 alegység HNOX doménjében. Fe(II)-formájában e hem a nitrogén-monoxid célpontja, melyet az endotélium szintetizál megfelelő stimuláció után. A NO hemhez kapcsolódása aktiválja a C-terminális katalitikus domént, ez cGMP-t állít elő GTP-ból.
A β egység HNOX (hem-nitrogén-monoxid/oxigénkötő) doménje tartalmazza a prosztetikus hemcsoportot, és számos élőlényben megtalálható hasonló érzékelőfehérjék családjába tartozik. A HNOX domén a hemet gázligandumok, például NO, oxigén vagy (feltehetően) CO észlelésére használja. Az sGC HNOX doménjének nem ismert a szerkezete, de számos bakteriális HNOX domént kristályosítottak (többek közt PDB: 1U55, 1XBN, 2O09).
Az sGC-nek része egy PAS típusú szabályzódomén. Ez az első 3 fehérjéről (Period clock protein, ARNT protein és Single minded protein) kapta nevét, ahol megtalálták, számos fehérjében megtalálható, és számos prosztetikus csoporttal együtt működhet számos körülmény, például fény, oxidatív stressz vagy kétatomos gázok észlelésére. Az sGC esetén a PAS domén a heterodimer-képződést segíti, és a HNOX-tól a katalitikus guanilát-cikláz-domén felé való jelterjedésben vehet részt. Bár az sGC PAS doménjének szerkezete nem ismert, egy hozzá nagy szekvenciahomológiájú fehérjének PAS doménjét kristályosították (PDB: 2P04).
A PAS domént tekercsrész követi, mely egy jelzőhélixet tartalmaz, mely sok jelzőfehérjére jellemző. A β egység tekercsrészének (PDB: 3HLS) kristályszerkezete ismert.
A 250 aminosavas C-terminális guanilát-cikláz-domén az oldékony és a membránkötött guanilát-ciklázokra is jellemző, és erősen homológ számos adenilát-cikláz katalitikus doménjeivel. 2008-ban határozták meg az első bakteriális guanilát-cikláz-domén (PDB: 2W01) és egy sGC katalitikus doménjének (PDB: 3ET6) szerkezetét. 2009 végén a humán guanilát-cikláz β egységének katalitikus részének (PDB: 2WZ1) is meghatározták a szerkezetét.
Az sGC teljes szerkezete még ismeretlen.

## Szabályzás
A NO legalább 200-szoros sGC-aktivitás-növekedést okoz. Mivel a NO π* pályája részlegesen telített, a hem-NO komplex V alakú. A NO erős transz-effektussal rendelkezik, vagyis a His-Fe kötés gyengül, ha a NO-kötés elektront delokalizál az axiális ligandum felé a dz2 pályához. Így a Fe(II)-hemet disztálisan kötő NO His-Fe-NO komplexet ad, mely 5 koordinációs számú Fe-NO komplexszé bomlik. Azonban a két külön [NO]-függő folyamat azonosítása az sGC-aktivációban ahhoz a feltételezéshez vezetett, hogy egy proximális NO okozza a His-eltolást, köztes 6 koordinációs számú NO-Fe-NO komplexet adva. A termék koncentrációjától függően e köztitermék valamely 5 koordinációs számú alakra, az aktívabb disztálisan NO-kötöttre vagy a kevésbé aktív proximálisan NO-kötöttre bomolhat. Egy másik feltételezés szerint egy másik, nem hemkötő hely okozza a második NO-függő aktivációt, ami a teljesen aktív enzimet adja.
Oxidatív stressz esetén a Fe(II)-sGC oxidálódhat és elvesztheti a hemet. A hemmentes apo-sGC nem válaszol NO-ra, de az sGC-aktivátorokra igen. Ezek az üres hemhelyhez kötnek, és a Fe(II)-sGC NO-aktivációjához hasonlóan aktiválják az sGC-t.
Ezenkívül az sGC-n van allosztérikus hely, ahová sGC-stimulátorok kötődnek. Ezek erősítik a NO-sGC jelzést, így a maximálisan aktívnál kisebb NO-koncentrációk is maximális sGC-aktivációt érhetnek el, de önmagukban kevéssé hatnak az sGC-re.

## Gyógyszercélpontként
A riociguat (védjegyzett nevén Adempas) volt az első sGC-stimuláló gyógyszer, mely a tüdő-hypertensio két változatát kezeli, ezek a krónikus tromboembóliás tüdő-hypertensio (CTEPH) és a tüdőartéria-hypertensio (PAH).
A cinaciguat is sGC-stimulátor volt, de nem bizonyult hatékonynak az akut dekompenzált szívelégtelenséggel szemben a kezelés okozta, beavatkozást igénylő hypotensio nagy incidenciája miatt.
A vericiguatot (Verquvo) orvosi használatra 2021 januárjában engedélyezték az Amerikai Egyesült Államokban.

## Fordítás
Ez a szócikk részben vagy egészben  a   Soluble guanylyl cyclase című angol Wikipédia-szócikk ezen változatának fordításán alapul.  Az eredeti cikk szerkesztőit annak laptörténete sorolja fel. Ez a jelzés csupán a megfogalmazás eredetét és a szerzői jogokat jelzi, nem szolgál a cikkben szereplő információk forrásmegjelöléseként.